# Jean-Claude Pagal
Jean-Claude Pagal (Yaoundé, 15 settembre 1964) è un ex calciatore camerunese con passaporto francese, di ruolo difensore o centrocampista.

## Carriera

### Club
Durante i suoi anni giovanili a Lens era soprannominato "Mobylette", a causa delle sue lunghe cavalcate solitarie. In carriera ha giocato prevalentemente in Francia ma ha avuto esperienze anche in Messico, Belgio, Inghilterra (al Carlisle, dove gioca una sola partita: il 21 febbraio 1998 contro il Gillingham Football Club.), Cina, prima di chiudere la carriera nel campionato maltese nel 2001.

### Nazionale
Jean-Claude Pagal ha partecipato all'epopea camerunese ai Mondiali del 1990. Non ha partecipato alla Coppa del Mondo del 1994, poiché non convocato dal commissario tecnico Henri Michel. Giocatore particolarmente irascibile, furioso per non essere stato selezionato per i Mondiali del 1994, aggredì il suo allenatore Michel all'aeroporto di Orly, dove la squadra era in transito.